# Lily (motorfiets)
Lily is een Brits historisch merk van motorfietsen.
De volledige bedrijfsnaam was Clay Cross Cycle & Motor Works, Clay Cross, Derbyshire. Er werden motorfietsen geproduceerd in 1914 en 1915.
Lily produceerde motorfietsen met inbouwmotoren van andere merken. Het betrof 269-, 293- en 499cc-motoren. Aanvankelijk werden motoren bij Minerva in Antwerpen ingekocht, maar kort na de oprichting van Lily brak de Eerste Wereldoorlog uit, waardoor levering uit België niet meer mogelijk was. Men schakelde over op tweetaktmotoren van Villiers in Wolverhampton en zwaardere motoren van T.D. Cross & Sons. In 1916 werd de productie van civiele motorfietsen door de Britse regering verboden omdat men de productiematerialen (vooral staal en rubber) nodig had voor de oorlogsproductie. Na de oorlog kwam Lily niet meer terug op de markt.